# ミレッド
ミレッド（mired）は、逆色温度（色温度の逆数）の単位である。色温度のかわりに逆色温度を使うのは、数値の差を色の違いにうまく比例させるためである（図参照）。
|  |  |

逆色温度のSI単位は K−1（毎ケルビン）となる。ミレッドはその10−6倍（100万分の1）であり、µ(K−1) （マイクロ毎ケルビン）と表せる。つまり、色温度をケルビンで表した値の逆数を100万倍すると、逆色温度をミレッドで表した値となる。miredという語は"micro（SI接頭語で10−6を意味するマイクロ） reciprocal（逆数） degree（度）"から作られたものである。degreeのかわりにkelvinを使ってミレック (mirek) ともいう。
ただし、cm2 が (cm)2 であるように、SI組立単位は冪より接頭語のほうが優先順位が高いので、ミレッドをSIで普通に表すと MK−1（毎メガケルビン）となる。これはつまり、色温度をメガケルビンで表した値（ケルビンで表した値の100万分の1）の逆数ということだが、計算の順序が違うだけで同じことである。
例えば、色温度 25 000 K (0.025 MK) の青空は40ミレッド、5000 K (0.005 MK) の撮影用フラッシュは200ミレッドとなる。
ミレッドは写真撮影の際の色温度の計量に特に便利である。10ミレッドを意味するデカミレッド(decamired)という単位も用いられる。